# Palais de la Méditerranée
Hyatt Regency Nice Palais de la Méditerranée ist ein Luxushotel an den Hausnummern 13 und 15 der Promenade des Anglais in Nizza. Es steht im Eigentum der Constellation Hotels Holding.

Das Palais de la Méditerranée von der Seeseite, Aufnahme von 2008

Die Hauptfassade zur Promenade des Anglais und die rückwärtige Fassade zur Rue du Congrès sind per Erlass vom 18. August 1989 als monuments historiques klassifiziert. Die Fassaden des Bauwerks haben das Label Patrimoine du XXe siècle erhalten.

## Geschichte

### Bau und Einweihung des Kasinos
Nach dem Ersten Weltkrieg kehrten die reichen Überwinterungsgäste zurück, doch die Hotels in den Hügeln oberhalb der Küste gerieten gegenüber den neuen Palasthotels direkt am Ufer ins Hintertreffen. Seebäder und Glücksspiel kamen in Mode. Während der Goldenen Zwanziger gab es in Nizza bereits zwei große Unterhaltungseinrichtungen: die Jetée-Promenade und das Casino municipal. 1920 kamen die Politiker zur Überzeugung, dass zur Bindung der Gäste an die Stadt ein drittes Veranstaltungsgebäude notwendig sei. Das Projekt nahm Gestalt an dank seines Finanziers Frank Jay Gould sowie der Erfahrung des Hoteliers Joseph Aletti und des Kasinobetreibers Edouard Baudoin, die den Willen hatten, das schönste Kasino der Welt zu errichten. Aufgrund eines Wettbewerbes wurde der Bau an das Architekturbüro Dalmas Père et fils vergeben.
Das Projekt war umfangreich. Dreißig Millionen Francs waren für den Bau und die Ausstattung des Gebäudes notwendig. Die Bauarbeiten wurden 1927 und 1928 ausgeführt und gaben 350 Beschäftigten Arbeit. Der Entwurf der Fassade erinnert an die Opéra Garnier in Paris und erweckte Eindruck: Die Verwendung von Stahlbeton erlaubte Erhöhungen und Spannweiten, die zuvor nicht erreicht wurden. Die Fassaden und die Innenausstattung (Eingangshalle, Treppenhaus in weißem Marmor, die großen glasbemalten Fenster, die Edelholzvertäfelungen und Kristallkronleuchter) sind vollständig im Art déco gestaltet. Die Südfassade ist dekoriert mit Frauenfiguren und Seepferdskulpturen von Antoine Sartorio.
Abends werden die Fassaden von Scheinwerfern angestrahlt, was dem Kasino das Aussehen eines Palastes aus 1001 Nacht gibt. Die Einweihung des Palais erfolgte an zwei Premierenabenden. Am 10. Januar 1929 wurden das Theater und das Restaurant eröffnet, und zwei Wochen später wurden die Spielsäle für Boule und Baccara der Bestimmung übergeben. Die beiden Eröffnungsabende wurden von der Presse als Höhepunkt der Touristiksaison gefeiert.

### Finanzielle Schwierigkeiten und Abriss
1934 wurde das Bauwerk modernisiert; zu Beginn des Zweiten Weltkrieges verlor es seinen Charakter des Art déco. Infolge einer Fehlspekulation und der Affäre Agnes Le Roux geriet die Betreibergesellschaft in Schwierigkeiten und ging 1978 Konkurs. Das Gebäude wurde von Investoren erworben, die es abreißen wollten. Im Jahr 1981 wurden Inventar und Innenausstattung einschließlich der berühmten Glasmalereien versteigert.
Mit Ausnahme der zwei Hauptfassaden wurde das Kasino im Mai 1990 vollständig abgerissen. Der damalige Kulturminister Jack Lang entschied im letzten Moment, die Art-déco-Außenfassaden als monument historique zu schützen, nachdem die Schriftsteller Michel Butor und Max Gallo ihn mit ihren Argumenten überzeugen konnten und verschiedene Verbände Druck ausgeübt hatten.

### Das Hotel Palais de la Méditerranée
Im Jahr 2001 investierten die Société hôtelière du palais de la Méditerranée und die Société du Louvre auf Initiative des Geschäftsmannes Jean-Frantz Taittinger 120 Millionen Euro in die Rekonstruktion des Gebäudes. Ende 2002 wurde der Groupe Partouche die Führung des künftigen Kasinos übertragen. Nach der Wiedereröffnung 2004 schloss sich das Hotel der Gruppe Concorde Hotels & Resorts an (diese wurde 2005 von der Starwood Capital Group übernommen). Jetzt ist es ein Luxushotel mit Restaurants, Schwimmbad, Solarium und Panoramablick. Zur Anlage gehört auch ein Veranstaltungssaal.
2013 wurde das Hotel gemeinsam mit anderen Hotels, darunter dem Martinez in Cannes sowie dem Hôtel du Louvre und dem Hyatt Regency Paris Étoile in Paris, an Investoren aus Katar verkauft. Inzwischen gehört das Hotel dem Unternehmen Constellation Hotels Holding mit Sitz in Luxemburg, das aus Katar kontrolliert wird und wird von der US-amerikanischen Hotelkette Hyatt unter dem Namen Hyatt Regency Nice Palais de la Méditerranée betrieben.

## Hotelbeschreibung
Zum Zeitpunkt der Einweihung 2004 hatte das Hotel 187 Zimmer, die von Sybille de Margerie gestaltet wurden. Das Hotelrestaurant „Le 3e“ bietet Mittelmeerküche an, die Hotelbar ist unter indischen Einflüssen gestaltet. Die Schwimmbecken innen und außen sind ganzjährig beheizt. Das Hotel verfügt für Empfänge über 1700 m² Fläche, die in 16 Räume aufgeteilt sind.
Seinen fünften Stern erhielt das Hotel offiziell am 30. September 2009.